# Thomas Lüthi
Thomas Lüthi   (Oberdiessbach, 6 de setembre de 1986) és un antic pilot de motociclisme suís que va guanyar el Campionat del Món de 125cc de 2005. En fer-ho va esdevenir el primer suís a guanyar el campionat, sense comptar els de sidecars, en més de 20 anys (el darrer campió individual havia estat Stefan Dörflinger en guanyar el mundial de 80cc de 1985).

## Carrera esportiva

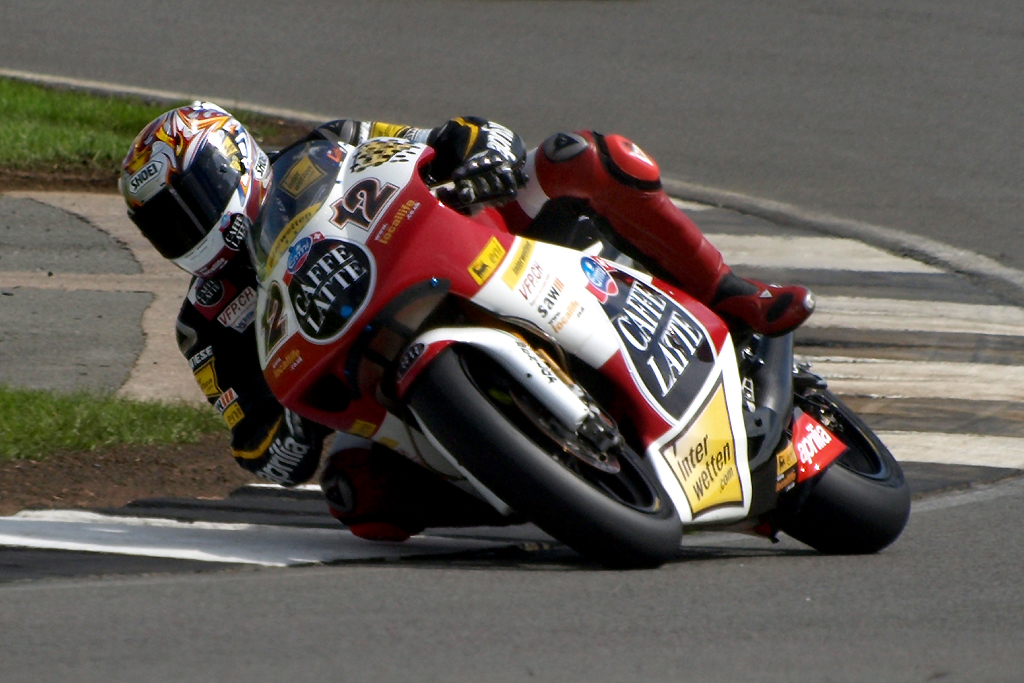
Lüthi amb l' de 250cc el

Lüthi va aprendre a conduir petites motocicletes a tres anys i va començar a competir als onze, el 1997, amb una minimoto. Va debutar en Gran Premi a la categoria de 125cc cinc anys més tard, el 2002, amb una Honda. El 2003 va competir per primer cop a temporada complerta i va mostrar un talent molt prometedor, amb un segon lloc inclòs al Gran Premi de Catalunya. La temporada següent, el 2004, va ser més fluixa i va haver d'esperar al dotzè Gran Premi del campionat per a aconseguir punts, sense poder acabar entre els deu primers en tota la temporada.
La temporada del 2005 va començar amb retirada al Gran Premi d'Espanya però després va acabar quatre curses entre els quatre primers, entre elles la seva primera victòria en Gran Premi, el 15 de maig a Le Mans. Més tard en va guanyar tres més i finalment es va proclamar campió del món. Lüthi va guanyar el títol a la darrera cursa de la temporada, el Gran Premi de la Comunitat Valenciana, després d'haver mantingut el resultat en suspens fins al final, amb només 5 punts d'avantatge sobre el subcampió, el finlandès Mika Kallio.
A partir de la temporada del 2007, Lüthi va córrer en la categoria dels 250cc, que fou substituïda el 2010 per la nova de Moto2. El 23 d'octubre de 2011 va aconseguir la seva primera victòria en Moto2 al circuit de Sepang, després d'un gran duel amb el líder del campionat Stefan Bradl. Entre el 2010 i el 2017 va acabar sempre el mundial entre els sis primers, inclosos dos subcampionats consecutius el 2016 (darrere de Johann Zarco) i el 2017 (darrere de Franco Morbidelli).
Lüthi va passar a MotoGP el 2018, però la temporada fou complicada i el 2019 va tornar a Moto2 amb l'equip Dynavolt Intact, al costat de l'alemany Marcel Schrötter. Aquell any va quedar tercer al campionat, darrere d'Àlex Márquez i Brad Binder. Després de dues temporades seguides fluixes el 2020 i el 2021, el suís es va retirar de les competicions en acabar la temporada del 2021.

## Resultats al Mundial de motociclisme
Barem de puntuació de 1993 ençà:
| Posició | 1  | 2  | 3  | 4  | 5  | 6  | 7 | 8 | 9 | 10 | 11 | 12 | 13 | 14 | 15 |
| Punts   | 25 | 20 | 16 | 13 | 11 | 10 | 9 | 8 | 7 | 6  | 5  | 4  | 3  | 2  | 1  |

(Ids. Grans Premis | Llegenda) (Curses en negreta indiquen pole; curses en  itàlica indiquen volta ràpida)
| Any  | Categoria | Moto     | 1       | 2       | 3       | 4       | 5       | 6       | 7       | 8       | 9       | 10      | 11      | 12      | 13      | 14      | 15      | 16      | 17      | 18     | 19      | Pos | Pts |
| ---- | --------- | -------- | ------- | ------- | ------- | ------- | ------- | ------- | ------- | ------- | ------- | ------- | ------- | ------- | ------- | ------- | ------- | ------- | ------- | ------ | ------- | --- | --- |
| 2002 | 125cc     | Honda    | JPN     | RSA     | ESP     | FRA     | ITA     | CAT     | NED     | GBR     | GER 26  | CZE 19  | POR 9   | RIO 24  | PAC     | MAL 21  | AUS Ret | VAL 24  |         |        |         | 27è | 7   |
| 2003 | 125cc     | Honda    | JPN 9   | RSA 17  | ESP 12  | FRA 9   | ITA 15  | CAT 2   | NED 7   | GBR 22  | GER Ret | CZE Ret | POR Ret | RIO 15  | PAC 10  | MAL 4   | AUS 16  | VAL DNS |         |        |         | 15è | 68  |
| 2004 | 125cc     | Honda    | RSA Ret | ESP Ret | FRA Ret | ITA Ret | CAT     | NED     | RIO     | GER 18  | GBR 18  | CZE 18  | POR 16  | JPN 12  | QAT 13  | MAL 11  | AUS 19  | VAL 14  |         |        |         | 25è | 14  |
| 2005 | 125cc     | Honda    | ESP Ret | POR 3   | CHN 4   | FRA 1   | ITA 2   | CAT 7   | NED 10  | GBR 6   | GER 2   | CZE 1   | JPN 2   | MAL 1   | QAT 6   | AUS 1   | TUR 5   | VAL 9   |         |        |         | 1r  | 242 |
| 2006 | 125cc     | Honda    | ESP Ret | QAT 8   | TUR 12  | CHN Ret | FRA 1   | ITA 9   | CAT 6   | NED 8   | GBR 8   | GER 6   | CZE 5   | MAL 13  | AUS 4   | JPN Ret | POR Ret | VAL 10  |         |        |         | 8è  | 113 |
| 2007 | 250cc     | Aprilia  | QAT 4   | ESP Ret | TUR 5   | CHN 8   | FRA Ret | ITA 5   | CAT 4   | GBR Ret | NED Ret | GER 9   | CZE 7   | SM 4    | POR 4   | JPN 10  | AUS 5   | MAL 5   | VAL 9   |        |         | 8è  | 133 |
| 2008 | 250cc     | Aprilia  | QAT 15  | ESP Ret | POR 4   | CHN Ret | FRA 11  | ITA 3   | CAT 5   | GBR 5   | NED 2   | GER 7   | CZE Ret | SM 7    | INP C   | JPN     | AUS     | MAL 9   | VAL 10  |        |         | 11è | 108 |
| 2009 | 250cc     | Aprilia  | QAT 6   | JPN 8   | ESP 5   | FRA Ret | ITA 4   | CAT 6   | NED Ret | GER 8   | GBR 9   | CZE Ret | INP 9   | SM 10   | POR 7   | AUS 11  | MAL 4   | VAL 4   |         |        |         | 7è  | 120 |
| 2010 | Moto2     | Moriwaki | QAT 7   | ESP 3   | FRA 19  | ITA 4   | GBR 2   | NED 3   | CAT 2   | GER Ret | CZE 11  | INP 7   | SM 3    | ARA 10  | JPN 8   | MAL Ret | AUS 11  | POR 16  | VAL 4   |        |         | 4t  | 156 |
| 2011 | Moto2     | Suter    | QAT 3   | ESP 2   | POR Ret | FRA 5   | CAT Ret | GBR 15  | NED 8   | ITA 6   | GER 5   | CZE 5   | INP 17  | SM 8    | ARA 7   | JPN 3   | AUS 11  | MAL 1   | VAL 17  |        |         | 5è  | 151 |
| 2012 | Moto2     | Suter    | QAT 5   | ESP 3   | POR 3   | FRA 1   | CAT 2   | GBR 8   | NED Ret | GER 5   | ITA 3   | INP 5   | CZE 2   | SM 9    | ARA 10  | JPN 5   | MAL Ret | AUS Ret | VAL 4   |        |         | 4t  | 191 |
| 2013 | Moto2     | Suter    | QAT     | AME DNS | ESP 11  | FRA Ret | ITA 9   | CAT 3   | NED 8   | GER 6   | INP 13  | CZE 3   | GBR 3   | SM 4    | ARA Ret | MAL 3   | AUS 2   | JPN 3   | VAL 7   |        |         | 6è  | 155 |
| 2014 | Moto2     | Suter    | QAT 3   | AME 6   | ARG 19  | ESP 10  | FRA 8   | ITA Ret | CAT 5   | NED 6   | GER 9   | INP Ret | CZE 4   | GBR 5   | SM 5    | ARA 4   | JPN 1   | AUS 2   | MAL 8   | VAL 1  |         | 4t  | 194 |
| 2015 | Moto2     | Kalex    | QAT 3   | AME 12  | ARG 6   | ESP 4   | FRA 1   | ITA Ret | CAT 6   | NED 5   | GER 6   | INP 6   | CZE 7   | GBR 9   | SM 10   | ARA 5   | JPN Ret | AUS 15  | MAL 2   | VAL 3  |         | 5è  | 179 |
| 2016 | Moto2     | Kalex    | QAT 1   | ARG 7   | AME 7   | ESP 6   | FRA 3   | ITA 4   | CAT 5   | NED Ret | GER Ret | AUT 4   | CZE DNS | GBR 1   | SM 6    | ARA 4   | JPN 1   | AUS 1   | MAL 6   | VAL 2  |         | 2n  | 234 |
| 2017 | Moto2     | Kalex    | QAT 2   | ARG 3   | AME 2   | ESP 8   | FRA 3   | ITA 2   | CAT 2   | NED 2   | GER Ret | CZE 1   | AUT 3   | GBR 4   | SM 1    | ARA 4   | JPN 11  | AUS 10  | MAL DNS | VAL    |         | 2n  | 243 |
| 2018 | MotoGP    | Honda    | QAT 16  | ARG 17  | AME 18  | ESP Ret | FRA 16  | ITA Ret | CAT Ret | NED 20  | GER 17  | CZE 16  | AUT 22  | GBR C   | SM 22   | ARA 17  | THA 20  | JPN 20  | AUS 16  | MAL 16 | VAL Ret | 29è | 0   |
| 2019 | Moto2     | Kalex    | QAT 2   | ARG Ret | AME 1   | ESP 4   | FRA 6   | ITA 3   | CAT 2   | NED 4   | GER 5   | CZE Ret | AUT 6   | GBR 8   | SM 4    | ARA 6   | THA 7   | JPN 2   | AUS 3   | MAL 3  | VAL 2   | 3r  | 250 |
| 2020 | Moto2     | Kalex    | QAT 10  | ESP Ret | ANC 7   | CZE 17  | AUT 7   | STY 5   | SM 6    | EMI 9   | CAT 11  | FRA 5   | ARA 12  | TER Ret | EUR 19  | VAL 16  | POR 16  |         |         |        |         | 11è | 72  |
| 2021 | Moto2     | Kalex    | QAT 15  | DOH Ret | POR 17  | ESP 19  | FRA Ret | ITA DNS | CAT 15  | GER 19  | NED 14  | STY 16  | AUT 9   | GBR 11  | ARA Ret | SM 11   | AME Ret | EMI 14  | ALR 19  | VAL 12 |         | 22è | 27  |